# Сент-Пітерсбург (Пенсільванія)
Сент-Пітерсбург (англ. St. Petersburg) — місто (англ. borough) в США, в окрузі Клеріон штату Пенсільванія. Населення — 336 осіб (2020).

## Географія
Сент-Пітерсбург розташований за координатами 41°9′40″ пн. ш. 79°39′16″ зх. д. / 41.16111° пн. ш. 79.65444° зх. д. (41.160974, -79.654515).  За даними Бюро перепису населення США в 2010 році місто мало площу 0,83 км², уся площа — суходіл.

## Демографія
Згідно з переписом 2010 року, у селищі мешкало 400 осіб у 167 домогосподарствах у складі 106 родин. Густота населення становила 484 особи/км².  Було 178 помешкань (215/км²).
Расовий склад населення:
| - 99,5 % — білих - 0,5 % — азіатів |

До двох чи більше рас належало 0,0 %. Частка іспаномовних становила 0,0 % від усіх жителів.
За віковим діапазоном населення розподілялося таким чином: 24,5 % — особи молодші 18 років, 60,7 % — особи у віці 18—64 років, 14,8 % — особи у віці 65 років та старші. Медіана віку мешканця становила 39,9 року. На 100 осіб жіночої статі у селищі припадало 97,0 чоловіків;  на 100 жінок у віці від 18 років та старших — 101,3 чоловіків також старших 18 років.
Середній дохід на одне домашнє господарство  становив 48 280 доларів США (медіана — 41 964), а середній дохід на одну сім'ю — 53 840 доларів (медіана — 46 000). Медіана доходів становила 43 000 доларів для чоловіків та 29 375 доларів для жінок. За межею бідності перебувало 10,4 % осіб, у тому числі 19,0 % дітей у віці до 18 років та 9,2 % осіб у віці 65 років та старших.
Цивільне працевлаштоване населення становило 120 осіб. Основні галузі зайнятості: виробництво — 22,5 %, освіта, охорона здоров'я та соціальна допомога — 15,0 %, транспорт — 12,5 %, роздрібна торгівля — 10,8 %.

### Перепис 2000
Згідно Бюро перепису населення США перепису 2000 року в Сент-Пітерсбурзі:
- проживало 405 осіб, з них 211 чоловіків (52,1%) і 194 жінки (47,9%)
- расовий склад:
  - білі — 402 особи (99,3%)
  - метиси (дві і більше змішані раси) — 2 особи (0,5%)
  - інші — 1 особа (0,2%)
  - афроамериканців, азіатів та індіанців — нема

## Персоналії
- Джейн Вульф (1875 — 1958) — американська кіноактриса епохи німого кіно.